# Saison 2000-2001 du Montpellier Hérault Sport Club
Maillots
Chronologie
Saison précédente Saison suivante
La saison 2000-2001 du Montpellier Hérault Sport Club a vu le club évoluer en Division 2 après treize saisons passées en Division 1.
Les pailladins effectuent un très bon championnat, ne quittant le podium qu'à deux reprises et terminant en 3e position synonyme de remontée immédiate en Division 1.
Éliminé en Coupe de France dès le 8e tour par un club de CFA et en Coupe de la Ligue au 1er tour par l'AS Cannes qui descendra à la fin de la saison, le club aura consacré l'ensemble de sa saison à la remontée immédiate en Division 1.

## Déroulement de la saison

### Inter-saison
Durant l'inter-saison, Louis Nicollin désabusé par ce retour en Division 2, cède les rênes du club à son fils Laurent sans toutefois quitter son poste de président. La première marque visible de ce changement et le remplacement du Logo avec un grand "M" par celui que l'on connait de nos jours. La petite histoire dit que ce serait Laurent lui-même qui l'aurait dessiné en s'inspirant de celui du Bayern Munich.
Avec la descente en Division 2, le "dégraissage" est de mise, parmi les départs majeurs ceux de Manuel Dos Santos à l'Olympique de Marseille et de Philippe Delaye au Stade rennais. Les joueurs ayant déçu lors de la saison précédente, tel Romain Ferrier, Mariano Herrón ou Reynald Pedros ne sont pas conservés et Antonio Gouveia décide de retourner au Portugal. Parmi les autres départ, Pascal Baills prend sa retraite en étant le joueur ayant joué le plus de match de l'histoire du club alors que les contrats de Cyril Serredszum et Frédéric Garny ne sont pas renouvelés.
Sur le flanc gauche de la défense, le club recrute Bill Tchato et Cyril Ramond pour remplacer Manuel Dos Santos. Omar Belbey vient quant à lui, combler un manque au poste de milieu défensif et Francis Llacer apporte son expérience dans l'entre jeu pailladins. Enfin, Paulo Sérgio et Ricardo Nascimento viennent compléter le recrutement et la colonie portugaise.

### Championnat
Le magnifique départ en championnat avec 6 victoires d'affilée, permet au club de passer une saison tranquille dans le haut du tableau. Après une mauvaise série de la 7e à la 13ejournée, une nouvelle série de 15 matches sans défaites vient rassurer tout le monde et met le club sur le chemin de la Division 1. L'objectif fixé est atteint sous la houlette de Franck Silvestre, Olivier Sorlin et Toifilou Maoulida, les grands artisans de ce retour dans l'élite.

### Coupes nationales
En coupe, toujours des déplacements (le club étant un habitué depuis ces dernières années), et de grosses déceptions, face à l'AS Cannes en Coupe de la Ligue (3-0) et face au FC Sète en coupe de France (1-0) (le club passant tout de même le premier tour contre ses autres voisins du RCO Agde).

### Identité visuelle

Logo du MHSC, adopté à partir de cette saison.

Lors de cette saison, le Montpellier HSC change de logo avec la prise en main de la gestion du club par Laurent Nicollin qui remplace le logo "grand « M »" par un nouveau logo, ressemblant à celui du Bayern Munich et de l'Espanyol Barcelone[réf. nécessaire].

## Joueurs et staff

### Transferts
| Été 2000           |               |                                |                        |                  |
| Nom                | Nationalité   | Transfert                      | Provenance/Destination | Division         |
| Arrivées           |               |                                |                        |                  |
| Francis Llacer     | France        | Transfert                      | AS Saint-Étienne       | Division 1       |
| Bill Tchato        | Cameroun      | Transfert                      | OGC Nice               | Division 2       |
| Cyril Ramond       | France        | Transfert                      | AS Valence             | National         |
| Omar Belbey        | Algérie       | Transfert                      | Nîmes Olympique        | Division 2       |
| Paulo Sérgio       | Portugal      | Transfert                      | FC Felgueiras          | Segunda Liga     |
| Fabien Lefèvre     | France        | Transfert                      | AS Nancy-Lorraine      | Division 2       |
| Ricardo Nascimento | Portugal      | Transfert                      | Gil Vicente FC         | Liga Sagres      |
| Départs            |               |                                |                        |                  |
| Antonio Gouveia    | Portugal      | Transfert                      | CF Belenenses          | Liga Sagres      |
| Cyril Serredszum   | France        | Transfert                      | FC Martigues           | Division 2       |
| Frédéric Garny     | France        | Transfert                      | Chamois niortais       | Division 2       |
| Manuel Dos Santos  | France        | Transfert                      | Olympique de Marseille | Division 1       |
| Pascal Baills      | France        | Fin de contrat (Retraite)      |                        |                  |
| Philippe Delaye    | France        | Transfert                      | Stade rennais          | Division 1       |
| Reynald Pedros     | France        | Transfert                      | Toulouse FC            | Division 1       |
| Romain Ferrier     | France        | Transfert                      | EA Guingamp            | Division 1       |
| Stéphane Cassard   | France        | Transfert                      | US Créteil             | Division 2       |
| Prêts              |               |                                |                        |                  |
| Marc-Eric Gueï     | Côte d'Ivoire | Prêt                           | AS Valence             | National         |
| Retours de prêt    |               |                                |                        |                  |
| Mariano Herrón     | Argentine     | Expiration de la durée de prêt | Argentinos Juniors     | Primera división |

| Hiver 2000-2001  |             |           |                        |            |
| Nom              | Nationalité | Transfert | Provenance/Destination | Division   |
| Départs          |             |           |                        |            |
| Didier Thimothée | France      | Transfert | LB Châteauroux         | Division 2 |
| Patrice Loko     | France      | Transfert | Olympique lyonnais     | Division 1 |

## Rencontres de la saison

### Division 2
|            | Adversaire             | Lieu | Résultat | Buteurs du MHSC                                                      | Affluence |
| Journée 1  | AS Beauvais            | Ext. | 3-1      | Francis Llacer · Omar Belbey · Paulo Sérgio                          | -         |
| Journée 2  | SM Caen                | Dom. | 2-0      | Olivier Sorlin · Paulo Sérgio                                        | 8 856     |
| Journée 3  | Nîmes Olympique        | Ext. | 2-0      | Rui Pataca · Toifilou Maoulida                                       | -         |
| Journée 4  | Chamois niortais       | Dom. | 1-0      | Franck Silvestre                                                     | 8 715     |
| Journée 5  | AC Ajaccio             | Ext. | 2-0      | Ahmed Madouni · Didier Thimothée                                     | -         |
| Journée 6  | FC Martigues           | Dom. | 2-0      | Didier Thimothée · Marcel Mahouvé                                    | 9 825     |
| Journée 7  | Le Mans UC             | Ext. | 1-1      | Franck Silvestre                                                     | -         |
| Journée 8  | Angers SCO             | Dom. | 1-1      | Fabien Lefèvre                                                       | 7 576     |
| Journée 9  | LB Châteauroux         | Ext. | 0-0      | -                                                                    | -         |
| Journée 10 | FC Sochaux-Montbéliard | Dom. | 0-2      | -                                                                    | 11 443    |
| Journée 11 | AS Cannes              | Ext. | 2-1      | Franck Silvestre · Toifilou Maoulida                                 | -         |
| Journée 12 | Le Havre AC            | Ext. | 0-3      | -                                                                    | -         |
| Journée 13 | FC Lorient             | Dom. | 2-2      | Franck Silvestre · Nicolas Ouédec                                    | 6 702     |
| Journée 14 | FC Gueugnon            | Ext. | 4-2      | Fabien Lefèvre · Paulo Sérgio · Olivier Sorlin                       | -         |
| Journée 15 | AS Nancy-Lorraine      | Dom. | 1-1      | Toifilou Maoulida                                                    | 7 954     |
| Journée 16 | ES Wasquehal           | Ext. | 1-1      | Toifilou Maoulida                                                    | -         |
| Journée 17 | Stade lavallois        | Dom. | 1-0      | Toifilou Maoulida                                                    | 8 358     |
| Journée 18 | US Créteil             | Ext. | 1-1      | Franck Silvestre                                                     | -         |
| Journée 19 | OGC Nice               | Dom. | 3-0      | Cédric Barbosa · Franck Silvestre · Toifilou Maoulida                | 7 189     |
| Journée 20 | SM Caen                | Ext. | 0-0      | -                                                                    | -         |
| Journée 21 | Nîmes Olympique        | Dom. | 3-1      | Olivier Sorlin · Toifilou Maoulida · (c.s.c.) Anthony Vosahlo        | 16 761    |
| Journée 22 | Chamois niortais       | Ext. | 1-1      | Nicolas Ouédec                                                       | -         |
| Journée 23 | AC Ajaccio             | Dom. | 2-0      | Fabien Lefèvre · Rui Pataca                                          | 7 438     |
| Journée 24 | FC Martigues           | Ext. | 1-0      | Toifilou Maoulida                                                    | -         |
| Journée 25 | Le Mans UC             | Dom. | 0-0      | -                                                                    | 6 551     |
| Journée 26 | Angers SCO             | Ext. | 0-0      | -                                                                    | -         |
| Journée 27 | LB Châteauroux         | Dom. | 0-0      | -                                                                    | 6 761     |
| Journée 28 | FC Sochaux-Montbéliard | Ext. | 0-1      | -                                                                    | -         |
| Journée 29 | AS Cannes              | Dom. | 2-0      | Rui Pataca · Toifilou Maoulida                                       | 6 741     |
| Journée 30 | Le Havre AC            | Dom. | 1-0      | Olivier Sorlin                                                       | 8 192     |
| Journée 31 | FC Lorient             | Ext. | 2-1      | Franck Silvestre                                                     | -         |
| Journée 32 | FC Gueugnon            | Dom. | 5-0      | Cédric Barbosa · Franck Silvestre · Paulo Sérgio · Toifilou Maoulida | 9 275     |
| Journée 33 | AS Nancy-Lorraine      | Ext. | 3-0      | Franck Silvestre · Toifilou Maoulida                                 | -         |
| Journée 34 | ES Wasquehal           | Dom. | 2-1      | Rui Pataca · Cédric Barbosa                                          | 11 970    |
| Journée 35 | Stade lavallois        | Ext. | 0-0      | -                                                                    | -         |
| Journée 36 | US Créteil             | Dom. | 1-1      | Cédric Barbosa                                                       | 10 421    |
| Journée 37 | OGC Nice               | Ext. | 1-2      | Michel Rodriguez                                                     | -         |
| Journée 38 | AS Beauvais            | Dom. | 0-1      | -                                                                    | 11 069    |

### Coupe de France
| Tour    | Adversaire     | Lieu | Résultat | Buteurs du MHSC |
| 7e tour | RCO Agde (CFA) | Ext. | 1-0      | Paulo Sérgio    |
| 8e tour | FC Sète (CFA)  | Ext. | 0-1      | -               |

### Coupe de la Ligue
| Tour     | Adversaire             | Lieu | Résultat | Buteurs du MHSC |
| 1er tour | AS Cannes (Division 2) | Ext. | 0-3      | -               |

## Statistiques

### Statistiques collectives
| Compétition       | Débute au tour | Place ou tour final | Matches joués | Gagnés | Nuls | Perdus | Buts pour | Buts contre | Différence |
| Division 2        | -              | 3e                  | 38            | 18     | 14   | 6      | 52        | 26          | +26        |
| Coupe de France   | 7e tour        | 8e tour             | 2             | 1      | 0    | 1      | 1         | 1           | +0         |
| Coupe de la Ligue | 1er tour       | 1er tour            | 1             | 0      | 0    | 1      | 0         | 3           | -3         |
| Total             | -              | -                   | 41            | 20     | 14   | 7      | 53        | 30          | +23        |

### Statistiques individuelles
| Numéro | Nat. | Nom          | Division 2 | Division 2  | Division 2 | Division 2   | Coupe de France | Coupe de France | Coupe de France | Coupe de France | Coupe de la Ligue | Coupe de la Ligue | Coupe de la Ligue | Coupe de la Ligue | Total | Total       | Total  | Total        |
| Numéro | Nat. | Nom          | M.j.       | But inscrit | Averti     | Carton rouge | M.j.            | But inscrit     | Averti          | Carton rouge    | M.j.              | But inscrit       | Averti            | Carton rouge      | M.j.  | But inscrit | Averti | Carton rouge |
| 1      |      | Vercoutre    | 20         | 0           | 0          | 0            | ?               | 0               | ?               | ?               | 1                 | 0                 | 0                 | 0                 | 21    | 0           | 0      | 0            |
| 16     |      | Riou         | 18         | 0           | 0          | 0            | ?               | 0               | ?               | ?               | 0                 | 0                 | 0                 | 0                 | 18    | 0           | 0      | 0            |
| 2      |      | Llacer       | 19         | 1           | 10         | 2            | ?               | 0               | ?               | ?               | 0                 | 0                 | 0                 | 0                 | 19    | 1           | 10     | 2            |
| 3      |      | Tchato       | 29         | 0           | 5          | 0            | ?               | 0               | ?               | ?               | 1                 | 0                 | 0                 | 0                 | 30    | 0           | 5      | 0            |
| 4      |      | Silvestre    | 33         | 9           | 8          | 0            | ?               | 0               | ?               | ?               | 1                 | 0                 | 0                 | 0                 | 34    | 9           | 8      | 0            |
| 5      |      | Fugier       | 34         | 0           | 6          | 0            | ?               | 0               | ?               | ?               | 1                 | 0                 | 0                 | 0                 | 35    | 0           | 6      | 0            |
| 6      |      | Dzodic       | 26         | 0           | 7          | 0            | ?               | 0               | ?               | ?               | 0                 | 0                 | 0                 | 0                 | 26    | 0           | 7      | 0            |
| 12     |      | Ramond       | 9          | 0           | 0          | 0            | ?               | 0               | ?               | ?               | 0                 | 0                 | 0                 | 0                 | 9     | 0           | 0      | 0            |
| 15     |      | Rodriguez    | 7          | 1           | 1          | 0            | ?               | 0               | ?               | ?               | 0                 | 0                 | 0                 | 0                 | 7     | 1           | 1      | 0            |
| 23     |      | Madouni      | 37         | 1           | 4          | 1            | ?               | 0               | ?               | ?               | 1                 | 0                 | 1                 | 0                 | 38    | 1           | 5      | 1            |
| 26     |      | Decroix      | 0          | 0           | 0          | 0            | ?               | 0               | ?               | ?               | 0                 | 0                 | 0                 | 0                 | 0     | 0           | 0      | 0            |
| 7      |      | Sorlin       | 28         | 4           | 1          | 0            | ?               | 0               | ?               | ?               | 1                 | 0                 | 0                 | 0                 | 29    | 4           | 1      | 0            |
| 8      |      | Belbey       | 32         | 1           | 9          | 1            | ?               | 0               | ?               | ?               | 0                 | 0                 | 0                 | 0                 | 32    | 1           | 9      | 1            |
| 10     |      | Paulo Sérgio | 31         | 4           | 1          | 0            | ?               | 1               | ?               | ?               | 1                 | 0                 | 0                 | 0                 | 32    | 5           | 1      | 0            |
| 11     |      | Lefèvre      | 35         | 3           | 3          | 0            | ?               | 0               | ?               | ?               | 0                 | 0                 | 0                 | 0                 | 35    | 3           | 3      | 0            |
| 14     |      | Barbosa      | 32         | 4           | 2          | 0            | ?               | 0               | ?               | ?               | 0                 | 0                 | 0                 | 0                 | 32    | 4           | 2      | 0            |
| 17     |      | Carmona      | 7          | 0           | 0          | 1            | ?               | 0               | ?               | ?               | 1                 | 0                 | 0                 | 0                 | 8     | 0           | 0      | 1            |
| 18     |      | Doumeng      | 11         | 0           | 0          | 0            | ?               | 0               | ?               | ?               | 0                 | 0                 | 0                 | 0                 | 11    | 0           | 0      | 0            |
| 19     |      | Mahouvé      | 16         | 1           | 1          | 0            | ?               | 0               | ?               | ?               | 1                 | 0                 | 1                 | 0                 | 17    | 1           | 2      | 0            |
| 9      |      | Pataca       | 25         | 4           | 2          | 1            | ?               | 0               | ?               | ?               | 1                 | 0                 | 0                 | 0                 | 26    | 4           | 2      | 1            |
| 13     |      | Maoulida     | 36         | 13          | 3          | 0            | ?               | 0               | ?               | ?               | 0                 | 0                 | 0                 | 0                 | 36    | 13          | 3      | 0            |
| 20     |      | Thimothée    | 8          | 2           | 0          | 0            | ?               | 0               | ?               | ?               | 1                 | 0                 | 0                 | 0                 | 9     | 2           | 0      | 0            |
| 24     |      | Loko         | 1          | 0           | 0          | 0            | ?               | 0               | ?               | ?               | 1                 | 0                 | 0                 | 0                 | 2     | 0           | 0      | 0            |
| 25     |      | Ouédec       | 12         | 2           | 4          | 0            | ?               | 0               | ?               | ?               | 0                 | 0                 | 0                 | 0                 | 12    | 2           | 4      | 0            |
| 27     |      | Nascimento   | 7          | 0           | 1          | 0            | ?               | 0               | ?               | ?               | 1                 | 0                 | 0                 | 0                 | 8     | 0           | 1      | 0            |

### Autres statistiques
| Meilleurs buteurs \| Joueur \| Total \| \| Toifilou Maoulida \| 13 \| \| Franck Silvestre \| 9 \| \| Paulo Sérgio \| 5 \| \| Rui Pataca \| 5 \| \| Cédric Barbosa \| 4 \| \| Olivier Sorlin \| 4 \| \| Fabien Lefèvre \| 3 \| \| Didier Thimothée \| 2 \| \| Nicolas Ouédec \| 2 \| \| Ahmed Madouni \| 1 \| \| Francis Llacer \| 1 \| \| Marcel Mahouvé \| 1 \| \| Michel Rodriguez \| 1 \| \| Omar Belbey \| 1 \| | Equipe type de la saison Riou ou Vercoutre Fugier Madouni Silvestre Tchato Belbey Barbosa Sorlin Maoulida Lefèvre Rui Pataca D'après les temps de jeu à leur poste. |  |
| Joueur | Total |  |
| Toifilou Maoulida | 13 |  |
| Franck Silvestre | 9 |  |
| Paulo Sérgio | 5 |  |
| Rui Pataca | 5 |  |
| Cédric Barbosa | 4 |  |
| Olivier Sorlin | 4 |  |
| Fabien Lefèvre | 3 |  |
| Didier Thimothée | 2 |  |
| Nicolas Ouédec | 2 |  |
| Ahmed Madouni | 1 |  |
| Francis Llacer | 1 |  |
| Marcel Mahouvé | 1 |  |
| Michel Rodriguez | 1 |  |
| Omar Belbey | 1 |  |

Buts
- Premier but de la saison :   Francis Llacer contre l'AS Beauvais lors de la 1re journée de championnat
- Premier doublé :    Paulo Sérgio contre le FC Gueugnon lors de la 14e journée de championnat
- Plus grande marge : 5 buts (marge positive) 5-0 face au FC Gueugnon lors de la 32e journée de championnat
- Plus grand nombre de buts dans une rencontre : 6 buts 4-2 face au FC Gueugnon lors de la 14e journée de championnat

Discipline
- Premier carton jaune :  51e Omar Belbey contre l'AS Beauvais lors de la 1re journée de championnat
- Premier carton rouge :   55e Francis Llacer contre le Nîmes Olympique lors de la 3e journée de championnat
- Plus grand nombre de cartons dans un match : 5  24e, 28e, 60e et 64e   70e contre le FC Lorient et  38e, 55e, 63e et 81e   80e contre l'US Créteil

Affluences
- Meilleure affluence :
  - En championnat : 16 761 spectateurs contre le Nîmes Olympique, 21e journée
- Plus mauvaise affluence :
  - En championnat : 6 551 spectateurs contre Le Mans UC, 25e journée